# Македонизъм
Македонизмът е политическа доктрина и национална идеология, която обосновава съществуването в миналото и днес на македонска идентичност и самостоятелна македонска нация, език и култура, различни от българската, гръцката и сръбската.
В науката се спори доколко през ранната античност е съществувало някакво отделно от елинското македонско самосъзнание, но населението на Антична Македония е било почти напълно елинизирано още преди Новата ера. Впоследствие, през Средновековието то е християнизирано и донякъде романизирано по време на Римската и Византийската империя и славянизирано по време на Българското и Сръбското царство. През Османската епоха на Балканите също няма следи от отделна македонска идентичност или език, а местното православно население е част от т. нар. рум миллет, в който султански ферман от 1680 г. различава гърци (рум), албанци (арнаут), сърби (сърф), власи (ефляк) и българи (булгар). В началото на XX век македонистките идеи започват да се разпространяват от шепа интелектуалци, които са активни основно извън самата Македония. Тези идеи започват да набират популярност в региона след Първата световна война, но до края на Втората световна война не са преобладаващи сред македонските славяни.
След Втората световна война македонистката идеология става официална доктрина в Социалистическа република Македония и налага там македонско национално съзнание и език.

## Предистория
През Римската и Византийската епохи територията на областта Македония сменя неколкократно местоположението и границите си, които са различни от тези на древната държава. Последното местоположение на административна област с такова наименование във Византия е около Одрин в днешна Турция. С постепенното завладяване на Югоизточна Европа от османците в края на XIV век, името на Македония напълно изчезва като географско и административно наименование на Балканите. Въпреки това, по-късно под влиянието на Ренесанса и възраждането на античните културни ценности, в Европа започват да се появяват забравените древни имена. Това е резултат от популяризиране на идеите на елинистичната култура и за възраждането на християнските държави, чиито територии се намират тогава под турска власт.
Според Блаже Ристовски, идеите за македонска държава и идентичност се зараждат през XV–XVIII век извън Македония и без участието на македонските славяни. Пак според него, през XVIII и XIX век в самата Македония се възражда българското име, което започва отново да се популяризира. След Великата френска революция (1789 – 1799 г.) в началото на XIX век започва възход на национализма в Европа, включително и в Османската империя. Въпреки това тогава все още се шири това, което в българската историография се нарича „погърчване“ на интелигенцията. Тогава гръкоезичните ромеи или гъркоманите разпространяват европейската цивилизация, но не налагат възраждащата се гръцка идентичност. Постепенно обаче, идеята за античното и средновековно гръцко величие, отъждествявана най-вече с Древна Гърция и Византия, полага основите на просветния гръцки национализъм.
Доктринално гръцката национална идея кристализира след извоюване на независимостта на Гърция от Османската империя през 1821 г. и започва да набира привърженици на Балканите. Същевременно от 40-те години, тази идея среща и сериозен отпор по целия полуостров. Паралелно започват дейност „етнически активисти“ на другите народности, чиято цел е разрушаването на старата ромейска общност и трансформирането на потисканите езикови и етнически групи в нея в нови нации. Така в средата на века по Българските земи започва интензивен процес на национално възраждане и църковно-национални борби, наричани по онова време движение булгар миллет.

## История
Идеи за античен македонизъм на българите в Македония могат да бъдат открити за първи път у български автори доста преди те да се появят в Македония. Спиридон Габровски в своята История во кратце о болгарском народе словенском от края на XVIII век се приближава до така нареченния илиризъм, като за да легитимира българите („илирийците“) използва Александър Македонски, който според него е от славянски произход и е българин. Търсенето на легитимност чрез империята на Александър се открива и в други възрожденски творби, като например в Габровската преправка на „История славянобългарска“ от 1833 г. В предговора може да се прочете повторение на историята за Александър и българите на Спиридон Габровски. Подобни моменти се откриват и в някои български Александрии от началото на 19 в. в които се споделя пълната увереност, че македонците на Александър са били българи. Това, което се забелязва при представянето в тези истории на древните даки, илири и македони, е готовността на историографията ни от времето на националното еманципиране да присвои свободно събития, свързани с историята на други етноси. В средата на XIX век гръцкото образование в Македония е това, което започва да пропагандира между македонските славяни митичната представа за Филип и Александър, като гръцки герои с цел да ги погърчи. Гръцките пропагандисти се опитват да убедят местните славяни, че те не са „български варвари“ и „татари“ и трябва да останат лоялни привърженици на светата Цариградска патриаршия. Планът да се трансформират тези славяни в гърци в голяма степен не успява. Но оттогава те възприемат имената „Македония“ и „македонци“, и ги запазват като реакция срещу гръцките опити за асимилация. Те са форма на проява на „местен патриотизъм“ на българската национална принадлежност.
Идеята за македонизма, като оръжие на сръбската пропаганда в Македония, се заражда в един специален комитет, проектиран още през живота на княз Михайло Обренович (убит на 29 май 1868 г.) и основан през 1868 г., наскоро след смъртта му и то по инициатива на белградския митрополит Михайло. В статията „Македонският въпрос“ на българския общественик Петко Рачев Славейков, публикувана във вестник „Македония“ през 1871 година, се критикуват македонистите за безпочвените им твърдения, като същевременно се посочва, че техните идеи са чути от автора за първи път около 1860 г. Според историка Цочо Билярски, критиките на Славейков са отправени към привържениците на течение в българската интелигенция от Македония, което по онова време се стреми да положи в основите на съвременния книжовен български език македонските наречия, чиито представители са Димитър Македонски, Вениамин Мачуковски и Кузман Шапкарев. Самият Димитър Македонски твърди, че македонците са едновременно и „чисти българи“, и потомци на древните македонци, които са били славяни. В началото на XX век Хенри Брайлсфорд отбелязва, че местните жители разпространяват легенда, в която се твърди, че Александър Велики е бил българин. По това време Сърбия започва да насърчава македонистите, надявайки си, че развитието на техните идеи ще ограничи силното българско влияние в Македония и това ще спечели нови територии за сръбска доминация. Външният министър Стоян Новакович смята македонизма като надеждно средство за антибългарска пропаганда в Македония. В началото на XX век македонистките идеи са разпространявани от малки групи интелектуалци, които са активни основно извън самата Македония. Идеите им започват да набират популярност в региона след Първата световна война, когато българското влияние е прекъснато и по-точно през 30-те години.
През 1934 година е приета Специална резолюция на Коминтерна, с която за първи път в историята авторитетна международна организация дава насока за признаване съществуването на отделен македонски народ и македонски език. Тези насоки са използвани активно от югославските комунисти през Втората световна война в противовес на българското управление на региона. Процесът на масовата македонизация на местните българи основно е следствие от политиката на Коминтерна за създаване на Балканска федерация, подкрепяна активно в СФРЮ, както и от Албанската, Българската и Гръцка комунистическа партии през втората половина на 40-те години на XX век. Тази политика е насочена към българското население на историко-географската област Македония или извън нея и има различен успех в различните части на областта. За разлика от България и Гърция, където процесът спира през 50-те години и няма траен успех, то в СФРЮ се създава Народна република Македония и там успешно се формира ново национално съзнание и се кодифицира нов славянски език. Пример за македонистки организации в България днес са малобройните сепаратистки структури на ОМО Илинден и ОМО Илинден-Пирин, които според българските власти имат за цел да македонизират Пиринския край. Македонистки организации съществуват и в Гърция и Албания, но и там тези идеи също не са особено популярни.

### Ранни чужди поддръжници на македонизма
Освен мнозинството, застъпващо българския етнически характер на македонските славяни през XIX и ранния XX век, съществуват и някои чуждестранни общественици и учени, които считат македонците за отделен народ от българския и сръбския.
За македонците като за отделен етнос пише и руският генерал Александър Ритих. Според писмо във вестник „Македонский голос“, публикувано от негово име, наблюденията си той излага в работата „Славянските наречия на XX век в Югозападна Европа“ от 1901 г.
Руският филолог и славист Петър Драганов (по произход българин от Бесарабия) защитава идеята за самостоятелен етнически облик на македонските славяни в Османската империя.
Гръцкият професор Георгиос Сотириадис от Университета на Атина в 1916 година издава етноложка карта на разпространението на гръцката култура на Близкия изток. Неговата Гръцка етнографическа карта, както и други етнографски карти, показват съществуването на македонска народност и език на Балканите.

## Идеи на македонизма
Според македонизма славяноговорещите македонци в различните части на географската област Македония представляват отделен народ със своя собствена история и традиции, различаващи ги от всички съседни народи. Част от привържениците на македонизма търсят опора за своите възгледи в историческото минало на региона Македония, като утвърждават тезата за наличие на приемственост между антична и съвременна Македония. Македонизмът поддържа невярна представа за българите, базирана на създадена от сръбската наука в края на XIX век Великосръбска доктрина.
Според историкът и етнолог Таня Бонева, македонистката теза всъщност е късна реплика на твърдението на етнографа Йован Цвиич за неславянския произход на българите и определянето им като тюркско-татарско племе. Тя се застъпва и днес от автори на псевдонаучна литература, според които българите са свързани с казанските татари и расово са различни от европейците.

### Разновидности
В зависимост от различията в интерпретациите на историческото минало, споделящите македонистката идеология се делят на македонисти, акцентиращи на мнимо или реално наследството от Древна Македония, и такива, които наблягат на славянската принадлежност на мнозинството в днешна Северна Македония. Някои изследователи разглеждат македонизма като процес, формирал във времето отделни свои разновидности. Такива са зародилият се в резултат на сръбската пропаганда в края на XIX век сърбомакедонизъм. Твърде различен е появилият се по това време македонизъм, формиран от идеологията от ВМОРО, като своеобразна проява на български регионален патриотизъм. Друга негова разновидност е македонизма на ВМРО (об.), избуял през 30-те години в средите на Коминтерна. Съществена роля играе и зародилият се по време на Втората световна война югомакедонизъм, намиращ се в основите на създадената след войната македонска национална идентичност. Други автори отделят и т.нар. античен македонизъм, появил се след разпадането на Югославия и придобил широка популярност при управлението на Никола Груевски.

## Македонисти

### Ранни македонисти
Представители на ранния македонизъм са активни в края на XIX и началото на XX век. По-известни от тях са: Георги Пулевски, Теодосий Скопски, Стефан Дедов, Кръсте Мисирков, Петър Драганов, Атанас Раздолов, Димитър Благоев, Димитър Чуповски и др. Мнозинството от тях са непостоянни в македонизма си – неколкократно приемат, а после се отказват от идеите му.

### Късни македонисти
Представителите на късния македонизъм са особено активни непосредствено преди, по време на и след Втората световна война. Късните македонисти в голяма си част са приобщени от комунистическата идеология и развиват македонизма след ‎решението на Коминтерна да признае официално съществуването на отделна македонска нация. По-известни представители на късния македонизъм са: Смиле Войданов, Кръстю Гермов, Димитър Влахов, Георги Димитров, Андрей Чипов, Георги Пирински-старши, Лазар Колишевски, Венко Марковски, Киро Глигоров и други дейци на ВМРО (обединена), БКП, ЮКП и ГКП. Въпреки всичко повечето от тях декларират българска идентичност през отделни периоди от живота си, а част от тях не приемат изцяло или по-късно се отричат от македонизма.

### Македонска националност
След създаването на Народна република Македония като федеративна част от Югославия започва изграждането на македонската историография. Популяризирането на тези идеи в СФР Югославия след Втората световна война се изгражда нов македонски етнос. Според множество български езиковеди, в това число Института за български език „Проф. Любомир Андрейчин“ (ИБЕ) към Българската академия на науките (БАН), по това време на базата на българските диалекти, говорени в географската област Македония, е кодифицирана и отделна македонска литературна норма, наречена македонски език.

## Критики и противоречия
Според историка Христо Христов, непосредствено след появата си македонистите не са популярни, макар да са използвани епизодично като инструмент на великосръбската доктрина в края на XIX и началото на XX век, по-специално от сръбския учен и политически деец Стоян Новакович, сочен от Христов като създател на политическата концепция на македонизма. Целта, според Христов, е била формирането на отделна славянска народност в Македония и отделянето ѝ от българския етнос.

## Цитирана литература

### На български език
- Аретов, Н. (1995). Българското Възраждане и Европа. София: изд. „Кралица МАБ“. ISBN 954-376-003-9
- Бонева, Т. (2006). Власт и идентичност на Балканите. Анамнеза, Година І, бр. 1.
- Детрез, Р. (2005). „Погърчване“ и „поевропейчване“ през Възраждането. Литературна мисъл, бр. 1/2005. ISSN 0324-0495
- Детрез, Р. (2009). По отношение на Македония българите още са махмурлии. Култура, бр. 10(2537) от 13 март 2009 г. ISSN 0861-1408.
- Тюлеков, Д. (2007). Политическият мит за „македонското малцинство“ в България. София: Македонски научен институт – филиал Благоевград. ISBN 954-8187-72-8
- Христов, Х. (1979). Македонизмът като политическа концепция в края на ХІХ и началото на ХХ век. Исторически преглед, кн. 3, стр. 23 – 40.
- Църнушанов, Коста. Македонизмът и съпротивата на Македония срещу него.   София, Университетско издателство „Св. Климент Охридски“, 1992.

### На английски език
- Adonov-Poljanski, H. (1985). Documents on the Struggle of the Macedonian People for Independence and a Nation-state: From the settlement of the Slavs in Macedonia up to the end of the First World War. Skopje, Macedonia: Univerzitet „Kiril i Metodij“, Fakultet za filozofsko-istoriski nauki.
- Banač, I. (1984). The national question in Yugoslavia: origins, history, politics. Ithaca: Cornell University Press. ISBN 0-8014-9493-1
- Bechev, D. (2009). Historical dictionary of the Republic of Macedonia. Lanham, MD, USA: Scarecrow Press. ISBN 0-8108-6295-6
- Danforth, L. (1995). The Macedonian conflict: ethnic nationalism in a transnational world. Princeton, NJ, USA: Princeton University Press. ISBN 0-691-04356-6
- Draganov, P. D. (1888). A New Work on the Ethnography of the Macedonian Slavs Архив на оригинала от 2012-04-07 в Wayback Machine.. Journal of the National Education Ministry, Book CCLV, St Petersburg.
- Engels, J. (2010). Macedonians and Greeks. In J. Roisman & I. Worthington (Eds.), A Companion to Ancient Macedonia (pp. 81 – 98). Malden, Massachusetts, USA: Wiley-Blackwell. ISBN 978-1-4051-7936-2
- Genov, N., & Krasteva, A. (2001). Recent Social Trends in Bulgaria, 1960 – 1995. Montreal, Que: McGill-Queen's University Press. ISBN 0-7735-6825-5
- Hall, J. M. (2001). Contested Ethnicities: Perceptions of Macedonia within Evolving Definitions of Greek Identity. In I. Malkin (Ed.), Ancient Perceptions of Greek Ethnicity (pp. ???-???). Washington, D.C./Cambridge, Massachusetts, USA: Center for Hellenic Studies, Trustees for Harvard University. ISBN 978-0-674-00662-1
- Kentrotis, K. (1994). Echoes from the Past: Greece and the Macedonian Controversy. In R. Gillespie (Ed.). Mediterranean politics (pp. 85 – 103). London Madison: Pinter Publishers Fairleigh Dickinson University Press. ISBN 0-8386-3609-8
- Kostov, C. (2010). Contested ethnic identity: the case of Macedonian immigrants in Toronto, 1900 – 1996. Oxford New York: Peter Lang. ISBN 3-0343-0196-0
- Michailidis, I. (Ed.). (2007). Μacedonianism: FYROM’s Expansionist Designs against Greece, 1944 – 2006. Athens: Society for Macedonian Studies. ISBN 978-960-8326-30-9
- Palmer, S. & King, R. (1971). Yugoslav communism and the Macedonian question. Hamden, Connecticut, USA: Archon Books. ISBN 978-0-208-00821-3
- Ramet, S.P. (Ed.). (1999). The Radical Right: In Central and Eastern Europe Since 1989. University Park, PA, USA: The Pennsylvania State University Press. ISBN 0-271-04379-2
- Roth, K., & Brunnbauer, U. (Eds.). (2008). Region, regional identity and regionalism in Southeastern Europe. Berlin London: LIT Verlag Münster. ISBN 3-8258-1387-8
- Roudometof, V. (2001). Nationalism, Globalization, and Orthodoxy: The Social Origins of Ethnic Conflict in the Balkans. Westport, CT: Greenwood Press. ISBN 978-0-313-31949-5
- Taškovski, D. (1976). The Macedonian nation. Skopje: Nasha Kniga.
- Todorova, M. (2009). Bones of contention the living archive of Vasil Levski and the making of Bulgaria's national hero. Budapest New York: Central European University Press. ISBN 963-9776-24-6
- White, G. (2000). Nationalism and territory: constructing group identity in Southeastern Europe. Lanham, MD: Rowman & Littlefield. ISBN 0-8476-9809-2

### На други езици
- Gersin, K. (1903). Mazedonisch und das Turkische Problem. Wien: Kratz, Helf & Co.
- Донски, А. (2005). Етногенетските разлики помеѓу Македонците и Бугарите. Самостојно издание.
- Катарџиев, И. (2000). Јac верувам во национален имунитет на Македонецот. Форум, бр. 329.
- Лабаури, Д. О. (2008). Болгарское национальное движение в Македонии и Фракии в 1894 – 1908 г.: Идеология, программа, практика политической борьбы. София: АИ „Проф. Марин Дринов“. ISBN 978-954-322-317-6
- Ристовски, Б. (1983). Македонскиот народ и македонската нација. Скопје.
- Риттих, А. Ф. (1914). Мое мнѣніе о македонцахъ. Македонскiй голосъ, бр. 11, стр. 217-218.
- Хрон, К. (1966). Народноста на Македонските словени. Скопје: Изд. ??. (Оригиналът е публикуван през 1890)